# Acraea saronis
Acraea saronis är en fjärilsart som beskrevs av Jacob Hübner 1816. Acraea saronis ingår i släktet Acraea och familjen praktfjärilar. Inga underarter finns listade i Catalogue of Life.